# 1738 au théâtre
| Années du théâtre : 1735 - 1736 - 1737 - 1738 - 1739 - 1740 - 1741    |
| Décennies du théâtre : 1700 - 1710 - 1720 - 1730 - 1740 - 1750 - 1760 |

## Événements
- Les jurats de Bordeaux font construire dans les jardins de l'ancien l'hôtel de ville, sur les plans de l'architecte de la ville Montégut, une salle de théâtre en pierre d'une capacité de 1500 places[1].

## Pièces de théâtre représentées
- 7 juillet :
  - La Métromanie, comédie d'Alexis Piron, à la Comédie-Française, Paris, avec Baptiste aîné.
  - La Joie imprévue, comédie de Marivaux, à la Comédie-Italienne, Paris.
- 27 septembre : Le Rajeunissement inutile, comédie de Nicolas La Grange, Comédie-Française, Paris.
- 31 octobre : Le Consentement forcé, comédie en prose de Michel Guyot de Merville, Comédie-Française, Paris.

## Naissances
- mars : Edme-Louis Billardon de Sauvigny, écrivain et dramaturge français, mort le 19 avril 1812.
- 24 avril : Louis Bruyas dit Bursay, acteur et dramaturge français, mort le 14 juin 1807.
- 6 septembre : Alexandre de Théis, écrivain, dramaturge et magistrat français, mort en 1796.
- 20 décembre : Juliana Cornelia de Lannoy, poétesse et dramaturge néerlandaise, morte le 18 février 1782.

- Date précise inconnue : 
  - Dorothea Celesia, poète et dramaturge écossaise, morte en 1790.
  - Friederike Sophie Seyler, actrice et dramaturge allemande, morte le 22 novembre 1789.